# Bahnhof Bricklayers Arms

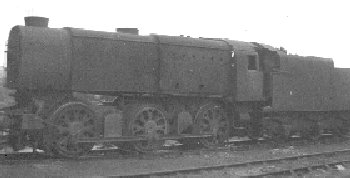
Lokomotive 33038 der SR-Klasse Q1 im Bricklayers Arms Depot

Bricklayers’ Arms war ein Bahnhof in London, auch als „Great West End Station“ bekannt. Er befand sich an der Straßenecke Mandela Way / Old Kent Road im Stadtbezirk Southwark.

## Geschichte
Der Bahnhof wurde 1844 durch die London and Greenwich Railway und die London and Croydon Railway eröffnet. Die nächsten Stationen waren New Cross, New Cross Gate und Deptford. Es verkehrten Schnellzüge auf der South Eastern Main Line nach Südengland und Nahverkehrszüge in die südöstlichen Vororte Londons. 1852 fuhr der letzte reguläre Personenzug nach Bricklayers’ Arms, der letzte Güterzug 1983.
Entworfen wurde das Empfangsgebäude von Lewis Cubitt, der auch den Bahnhof King’s Cross gestaltete. Das Bauwerk wies an der Front und an der Seite Ornamentmauerbögen auf, in der Mitte krönte ein Glockenturm im italienischen Stil das Bauwerk. Die Bahnsteighalle hatte sechs Gleise mit einem Abfahrts- und einem Ankunftsbahnsteig sowie vier Abstellgleise in der Mitte. An beiden Enden des Bahnsteiges war jeweils pro Gleis eine Drehscheibe mit einem Durchmesser von 12 Fuß (3,66 m) eingebaut.
Königin Victoria nutzte den verwaisten Bahnhof für ihren Hofzug, am 7. März 1863 fuhr Prinzessin Alexandra von Dänemark zusammen mit Edward, Prince of Wales von Bricklayers Arms (der für diesen Anlass reich geschmückt worden war) mit dem Hofzug nach Gravesend.
Bricklayers Arms war der Vorgänger der Bahnhöfe Charing Cross und London Bridge. Nach deren Bau erwies sich Bricklayers’ Arms, das eigentlich ein großer Stadtbahnhof werden sollte, überflüssig. Im Ersten Weltkrieg hatte die Station nochmals eine Passagierdienstaufgabe. Britische Soldaten nutzten ihn als Militärbahnhof für Züge zu den Häfen an der Nordsee und dem Ärmelkanal.
Der Bahnhof wurde Anfang 1990 abgebrochen, heute ist auf dem Gelände ein Industriepark. An den Namen erinnert heute nur noch ein Pub, der sich in der Nähe des ursprünglichen Bahnhofs befindet.